# 機動戰士海盜GUNDAM GHOST
《機動戰士海盜鋼彈 GHOST》（日语：機動戦士クロスボーン・ガンダム ゴースト），是長谷川裕一的鋼彈漫畫系列作品，在《鋼彈ACE》上由2012年1月號連載至2016年5月號，全53話，單行本全12冊。本作是《機動戰士海盜GUNDAM 鋼鐵之七人》的後續，以《機動戰士V GUNDAM》的時代為舞台。本作的續作是講述16年後故事的《機動戰士海盜GUNDAM DUST》。

## 故事介紹
故事講述發生在神之雷計劃後17年（U.C.0153年），殖民衞星SIDE2自稱「贊斯卡爾帝國」擴張勢力，另外住在殖民衞星SIDE3的少年馮特·波看網絡資料，竟是贊斯卡爾帝國軍事機密，而遇上卡提斯及貝兒同時遭贊斯卡爾追殺並捲入及展開「天使召喚」之爭。

## 角色介紹

### 蛇之足（新生十字先鋒）
卡堤斯·洛斯可
木星共和國朱比特財團的屬下特殊部隊蛇之足特務，真正身份為托比亞·亞羅納克斯。
哈囉囉
溤特·波
本作主角，原本是SIDE3兹姆巿的居民，因為在網上無意見到贊斯卡爾的軍事機密，而遇上卡堤斯和貝兒及分別被贊斯卡爾及沙卡斯的追擊。
狄妮絲·度加茲
前木星帝國總統格拉克斯・德卡契之女，神之雷之役後為木星共和國朱比特財團主席，因「天使召喚」而和國中議會脱勾而使屬下特殊部隊蛇之足為新生十字先鋒。
貝兒·度加兹
為狄妮絲和卡提斯（托比亞）之女，傾向於馮特，自己的NT能曾使失明之卡提斯在戰場處不利局面時可以短暫回後視力，同時使瑪莉亞·艾爾·巴的爭奪對象。
比爾
新生十字先鋒巴達拉隊隊長。

### 神聖軍事同盟
金·哲罕南
於《機動戰士V鋼彈》中登場角色，人稱「魔王」，神聖軍事同盟之領袖，真正身份是胡索.艾賓的父親漢基路高.艾賓。在和卡提斯通訊中出現，確定彼此間的同盟關係。
托蕾絲·瑪雷斯
後修拉克隊隊長，皮膚膚色為黑色，搭乘機體為V Hexa高達。
杜·瑙卡·芙爾斯
後修拉克隊隊長，頭髮顏色為黑色，搭乘機體為V高達。
伊·萊奇
後修拉克隊隊長，頭髮顏色為黑色及擁有一雙細眼，搭乘機體為V高達。

### 馬戲團
闊·葛雷
馬戲團之首領，外號「團長」，駕駛機體為古戈雷，是已故的木星帝國特工迪米安・卡拉斯之徒，初時受僱於基索協助尋找「天使召喚」，在瑪莉亞市之役中背叛基索，在決戰中駕駛專用MS古雷戈出擊和基索駕駛的邁達斯交戰後失敗而死。
曾和6位情人生下了18名孩子，其中2個兒子於續作《DUST》中登場並繼續指揮馬戲團。
傑克·佛萊迪
迪斯菲茲之駕駛員，馬戲團首位登場之人，對小孩有憐惜之心，在新德克薩斯殖民衛星之役中因小孩而殺死戈頓·努夫拉特，並為新生死亡先鋒軍俘虜，後為馮特所僱用為新生死亡先鋒軍出戰。
戈頓·努夫拉特
卡拉哈特之駕駛員，在新德克薩斯殖民衛星之役中被為了保護小孩的傑克殺死。
柯夏
拜拉莉娜的駕駛員，馬戲團之唯一女性，在瑪莉亞市中同
羅納德
拉普查
班索之駕駛員，在決戰中機體被米達斯的米達斯之光停止行動，後被卡歐斯雷爾的「螺鑽感應釘」貫穿駕駛艙，並被「螺鑽感應釘」含有的「天使召喚」所溶解而死。
瑪梅特·努夫拉特
戈頓·努夫拉特之妹，傑克·佛萊迪之戀人。
阿尼瑪雷·貝瓦
前木星帝國軍少尉，於神之雷戰役中有參戰。
帝瓦·達達

### 贊斯卡爾帝國／艾爾·贊斯卡爾帝國
基索中將
贊斯卡爾帝國的獨立特殊部隊「黃金卵」之指揮官，真正身份為已故木星帝國總統格拉克斯·德卡兹之兒子，對宇宙病毒「天使召喚」大有興趣、曾僱用沙卡斯，為人冷酷無情，於後期建立艾爾·贊斯卡爾帝國，真正目的把感染「天使召喚」的贊斯卡爾艦隊撞向天使之輪，籍着天使之輪降落地球同時散佈「天使召喚」，以威脅地球聯邦、神聖軍事同盟及贊斯卡爾等投降。
瑪麗亞·艾爾·巴
基索之瑪莉亞女王，實為基索之妻，後期為艾爾·贊斯卡爾帝國女王。
科西·加卡契
於《機動戰士V鋼彈》中登場角色，木星船團出身，贊斯卡爾帝國首相、國中政黨卡契黨之首，受木星帝國總統格拉克斯·德卡契之命把年幼的基索帶離木星，曾和木星合作製造天使之輪，對於基索之野心及執着「天使召喚」甚為憂心，曾以核彈攻擊查布羅以消滅基索和「天使召喚」和派部隊攻擊瑪莉亞巿。
超能力者
一共十二人是瑪麗亞·艾爾·巴專用MA卡歐斯雷爾之副駕駛員，巴的感應波增幅副駕駛們，使他們可以控制亡者軍團，在基索敗死後被巴以含有「天使召喚」彈頭的手鎗殺死（同時巴因此而死）。

### 其他
西布克·阿諾
曾參與宇宙巴比倫戰爭和木星戰役之高達駕駛員，曾遇上駕駛海盜高達X-0出走之馮特和貝兒，在贊斯卡爾地上殘餘部隊意圖挾特居民為人質和神聖軍事同盟換取宇宙船上宇宙參戰時借用了X-0出擊，和馮特駕駛蓋德拉夫擊退贊斯卡爾部隊和試作型MS畢布隆茲。
茜茜莉·費查特
露絲瑪莉·拉斯貝利
曾參與木星戰役及神之雷戰役的MS駕駛員，在丈夫鈴木稔死後為自由流浪作家，為了新書題材而潛入調查瑪莉亞市並支援巿內的反抗組織，於卡提斯等人潛入瑪莉亞市時遇上並協助卡堤斯等人，除西布頓外最早卡提斯身份，在瑪莉亞之役中駕駛V-Hexa高達出戰並擊退沙卡斯的拜拉麗娜，戰後遭贊尼克於大氣層外發動長距離射擊貫穿駕駛艙而死。
艾林·史奈德
蘋果花前任船長，卡提斯之中學好友，在舊死亡先鋒軍之補給船中得到「天使召喚」後，帶「天使召喚」乘坐機動巡洋艦「蝴蝶號」前往地球圈，在研究「天使召喚」期間自己亦遭感染了，需穿上浸有特殊液的防護衣，在查布羅之役中指引蛇之足要以攝氏2000度熱能照射56秒便可破壞「天使召喚」，同時被基索擒獲至瑪莉亞市以抽取「天使召喚」，其後被潛入的托蕾絲以特製熱能放射鎗所燒毀。
夏力遜·馬汀
前地球聯邦軍大尉

## 登場機體

### 蛇之足（新生十字先鋒軍）
XM-X0 海盜鋼彈 X-0
原本的X3，塗装以銀色為主，因組裝作業延遲及補給船發生事故而漂流了二十年，因時代變遷失去攻擊力的優勢，但機動性仍然有效。
武裝除了原本海盜鋼彈基本裝備外，有可以折疊為射擊和格鬥用的蝴蝶破壞刀。
因應駕駛員卡提斯為失明人士關係，而增设了行动反射指令接受和特殊声呐探测传感器。值得一提的是，X-0的声呐探测距离可以达到500km。
XM-X0 海盜高達 X-0 全覆式披風
現在被稱呼為「全覆式披風」的裝備，原本是拋棄式的擱板狀噴嘴集合體，設計概念與其說是裝甲，不如說是高速加速器。其原型在20年前就已經完成，並當成實驗兵器由死亡先鋒軍的補給船（後來的「幽靈船」）運送。可以看得出來這時候就已經配備了肩部的小型I力場產生器（這比X-3的臂部力場還要早，應該視為是將製造「全覆式披風」的過程中所培養的技術轉用到X-3身上較為妥當）。
這項從「幽靈船」回收的裝備在卡提斯·洛斯可的指揮下，為了投入實戰而不斷進行調整。貼在裝甲內部的ABC披風數量雖然比《鋼鐵的七人》當時來得少，不過透過X-0本體銀色的耐光束塗層，機體整體上保持了與當時同等級的防禦性能。機體本身的機動性能也與當時同級。但是透過在駕駛艙內注滿果凍狀緩衝墊的技術，讓駕駛員的負擔減少提升了機動性的極限值。另外，披風內壁追加了驅動骨架·可以依照需求展開外裝。
EMS-TC02 幻影
為馬戲團第二部開發以行星间高速移动航行为目的试作型機體。
把天草和F99的資料混合而成，擁有米諾夫斯基驅動裝置，为了稳定米诺夫斯基动力装置的粒子收束，木星的开发部门加装了多部I力场发生器组成的I力场束具对引擎进行强制收束，结果导致米诺夫斯基引擎产生的“光之翼”被I力场扭曲成如同磷火般摇曳的视觉效果，这种现象被称为“鬼火”模式。而此模式下机身被I力场覆盖，形成强力的防御力场。
因電腦問題無法啟動而封印於馬戲團母艦中，直到馮特·波脱離沙卡斯母艦時在哈洛洛配合下起動。
中段可變形為蜃氣鳥。
XM-XX 鬼魂高達
把幻影以X0補給零件修復而成，利用从外太空探索的到的稀有金属，对机体全身的装甲都进行抗光束涂层处理，同时还能起到反应装甲的作用以应对实弹攻击。此外，鬼魂高达配备了额外的如同弹药盒一般的强制冷却盒，令该机可以连续使用“鬼火”模式。
MS-06F 渣古Ⅱ
原本為Side3的兹姆巿的兹姆特別戰爭博物館所收藏的展覽品及唯一可以開動的機體，為每年的一年戰爭終結紀念日的巡遊活動中出現，為溤特·波離開兹姆市及初期出擊時使用機體。
JMS-06 章魚博士
為木星戰役時量產型MS 巴塔拉的民用版的稱呼，
巴達拉·堅輪型
把巴達拉加上擄獲的贊斯卡爾支援兵器艾因斯特，再裝上由拉羅的驅動輪改裝而成的盾牌，為比爾於決戰時駕駛。
蘋果花
新生死亡先鋒軍的母艦，擁有米諾夫斯基驅動裝置。

### 神聖軍事同盟
LM312V04 V高达（後修拉克隊仕様）
於《機動戰士V高達》中登場機體，除了機體以黑色外，其他各方面同原作一樣。
LM312V06 V Hexa高达（後修拉克隊仕様）
於《機動戰士V高達》中登場機體，除了機體以黑色外，其他各方面同原作一樣。

### 馬戲團
EMS-TC04 迪斯菲茲
為馬戲團首部出場之機體，駕駛員是傑克·佛萊迪。
接近戰能力極端特化機體、擅長利用高加速性衝到敵人懷中後破壞對手，用兵思想和木星戰役時的死亡先鋒軍戰術很接近。
本機在武裝面盡可能的簡化、全武裝都內藏於兩腕部、無法裝備手持武器，雖然有裝備光束槍、不過這只是輔助。主要武裝是接近戰鬥用的光束獠牙。
光束獠牙不僅能當爪子狀的光劍用、還可以展開成圓盤狀的光盾或當螺旋槳使用，讓本機在輕量化的同時獲得了高攻擊力和高機動力。
光劍本身只有普通的出力、但是透過每秒24回轉讓它能輕易切開對手的裝甲和盾牌。也能在水中使用這回轉機構移動。
EMS-TC04改 迪斯菲茲·摩爾
馬戲團用迪斯菲茲的備用零件重組後的機體。
腕部的三連光束獠牙更換成了八座小型光束獠牙、可以把獠牙化成光束鑽頭使用、以便挖掘堅硬的岩盤。為了避免噴出的岩塊對光束產生器造成傷害、所以把基座部分收納在手腕保護套內側、每一個都是球型接頭連結、可以在一定範圍內改變角度，但是小型化的獠牙出力較低、不論是做為攻擊武器還是光束螺旋槳的機能都有所下降、整體來說是個失敗品。
EMS-TC01 拉羅
為羅納德駕駛的機體。
和支援機械騎乘球為一組運用的機體、設計概念和跟贊斯卡爾的艾因拉德與蓋德拉夫組合相同。
本體採用木星的S尺寸骨架、讓它能小型化至不到10m、騎乘球質量還不到艾因拉德的六分之一。由於這樣的小型化讓拉羅的速度、機動性凌駕於同時代的MS。
原本是木星次期量產機的試作品，但是騎乘球部份為了追求高指向性防禦而捨棄覆蓋機身全體、使本機需要有將機體置身在敵方攻擊死角的技術、使它變成不方便一般兵駕駛的機體、最終放棄了量產計畫。
本體和迪斯菲茲之間屬於矛與盾的關係、當兩者之間戰鬥時就變成考驗駕駛員彼此的技術。
於瑪莉亞市之役中被換乘迪斯菲茲·摩爾的傑克擊破，騎乘球為蛇之足回收改裝成巴達拉·堅輪型的盾牌。
EMS-TC03 拜拉麗娜
為柯夏查駕駛的機體。
以遠距離的射擊攻擊為重點之機體，驅動部分以外的腳部幾乎全轉做大口徑、大出力的 刺針VSBR使用和VSBR相比有著更加特化的收束能力、能夠將光束壓縮到極限、使它能在維持高威力及射程的同時進行連射。
雖然它能以腳部為軸心一邊迴轉一邊使用可兼光束盾的光束扇進行接近戰鬥、但是其腳部早以特化成V.S.B.R.砲身、做為腳使用的安定性極差、在重力下也幾乎沒有步行能力、能夠用如此華麗的方式戰鬥全歸功於駕駛員的技術。
本機還有能將腳部摺疊的簡易變形機構，此型態的飛行性能並沒有提升多少、主要是將砲身與推進的方向軸合一、以便在高速狀態下提供更穩定的射擊、更正確來說應該是「長距離·精密射撃形態」。
EMS-TC05 加拉哈德
為戈頓·努夫拉特駕駛的機體。
能夠在戰場上不斷補充「彈藥」以提升續戰能力的機體，有著異常巨大的左腕為其特徵。巨大的左腕內藏獨立的I力場發電機、能夠阻擋敵方的光束攻擊、可以說是迪奇托斯的小型版。巨大的左腕即使當成純粹的打擊兵器用也能發揮高超的戰鬥力。
左腕和肩部之間用纜線連接、可以將左腕分離出去捕獲敵人、然後把捕獲到的對象當成物理性盾牌使用、還可以把敵機直接當成質量彈投擲出去。被當成質量彈砸的機體、其駕駛員會死於巨大的衝擊力。
由於彈藥就是敵人、只要戰場上還有敵人就不會陷入彈盡的情況、讓本機擁有極高的續戰力。使用巨腕戰鬥的手法也能帶給敵方極大的心理壓力。
光束步槍的連射性很高、近似於光束機槍、格鬥戰時也能當成光束鏈鋸使用，兩膝內藏有能當成高出力光劍用的隱藏腕、能發出非常高壓的光束、調整出力後也可以當成覆蓋機體前方的光束盾使用。
EMS-TC06 班索
為拉普查駕駛的機體。
由於宇宙世紀0150年代的MS在抗光束方面有高度的特化、本機是以突破其盲點為目的開發的機體。身上搭載的飛彈沒有複雜的誘導系統、所以能極端的小型化、讓它能大量收納於機體內、並朝全方位張開彈幕。
這些飛彈除了直線前進以外、當中還混有設定成會轉彎和U型迴轉的版本。可以對沒有光盾保護的側面及背面進行攻擊、另外MS的背面通常都有推進裝置存在、用彈幕破壞推進裝置可降低對方的機動性。
由於小型化至極限的關係、讓飛彈的攻擊力極低、沒有能一擊摧毀MS的威力。所以採取先用彈幕奪走對手機動力後、再用近戰給予致命一擊的戰法。
另外、因班索的設計理念使它多少會被自身的飛彈擊中、為此配置了強韌的防禦裝甲。
EMS-TC07 古雷戈
為馬戲團之團長闊·葛雷所駕駛的機體，把馬戲團之機體的能力及武裝整合此機體，體積為一般MS的三倍、引擎推力為重量級之兩倍，自稱馬戲團中之馬戲團、可以一騎擋五千亦可。
EMS-TC-G01 基爾查克
以侵略地球為目的、沒有得到正式認可開發的三架沙卡斯機體之一。
開發概念為在不平整的地形發揮安定機動性的地面用機體，不拘泥於人型、有著能變成四足步行型態的變形機構為最大特徵。
四足步行型態被稱為「動物模式」、其外型有如獅子一般，本機要在此型態才能發揮出真正的本領、臉部張開散熱很明顯就是以動物模式為前提設計的形狀，在相當於獅子鬃毛的部位搭載了光束軍刀、將十把光束軍刀集中就能擁有輕易貫穿光束盾的突破力、同時也能當作在突進時保護機體自身的盾牌。可利用四肢進行大角度的方向轉換、使敵人幾乎無法防禦基爾查克的撞擊、其姿態有如「疾馳的子彈」。
原本就是運用在充滿障礙物的地形、因此沒有配備長距離武裝、不過還是有電磁鞭這個中近距離用裝備、電磁鞭各節之間的距離可用磁力線延長、讓它能夠施展出變幻自在的攻擊。
EMS-TC-M01 卡爾梅洛
水中戰樣式的開發未認可機，對於沒有海洋的木星來說、要開發出能在大量的水中活動的機體是非常困難的、不過根據過去侵略地球的經驗、開發部注意到從沿岸對都市進行攻擊的有效性、於是發想出了卡爾梅洛這架「能在水中用接地狀態進行遠距離攻擊」的機體。
背部搭載了展開式的腳部組件、展開後能在水底接地、讓本機得以在海面上施展安定的長距離砲擊、另外也可用腳部內藏的水流噴射引擎在深海中移動，本身雖然是分類在小型機、不過腳部展開後身高可達30m級。
由於只要潛入水中就能用水當緩衝材、所以防禦方面不太需要重視、當水陸兩用MS想和它進行接近戰鬥時、還能用水流噴射引擎阻擋試圖接近自身的敵人（只有在接地狀態下才可使用）、巨大的腳部本身也可當作大質量的「凶器」使用、但是本機有著不能對側面產生水流的缺點。
主要武裝是遠距離攻擊用的長型步槍、使用的是和木星戰役時的海盜鋼彈X2改相同之款式，另外、當它在水中航行時比較重的頭部反而會在下面、但是不了解地球環境的木星開發者對此並不在意。
EMS-TC-S01 艾斯畢拉爾
以柯爾尼格斯簡易型為概念開發的開發未認可機，簡化柯爾尼格斯構造並強化其概念的機體、本體搭載有米諾夫斯基飛行器讓它能在空中浮游、身體側面有兩具圓環狀零件、上面配置有身兼推進系統和高壓光束砲的同型手臂共六具、利用這些手臂讓它能同時兼顧複雜的機動以及對各方位的射擊。
手臂內藏的光束砲兼推進裝置能發射出高出力的高壓光束、僅一發就能動搖幻影的防禦、機動性也能發揮出和幻影同級的性能。和圓環連接的手臂基部關節能做出360°動作、讓艾斯畢拉爾可以朝各種方向移動。
原本是當成宇宙用機體開發、但因為手臂全部內藏推進裝置、讓噴射劑的消耗非常劇烈無法長時間運作 、更致命的是、當駕駛員越是熟練這複雜的系統、其運作時間就會越短。
因此將推進系統更換成空氣壓縮式噴射推進系統、變成了空中用的機體、同時解決了推進劑和散熱方面的問題、卻也因此讓本機被認定為地球侵略用機體而無法被正式採用。開發部當前的目標是解決技術上的問題、讓這機體能在宇宙中使用，另外、本機除了空中戰之外、在封閉空間也能維持運動性及機動性、對於地球侵略能發揮高度的有用性。 弱點是攻擊和移動都用同一組裝置、攻擊時會稍微降低機動力、當艾斯畢拉爾將火力全集中到同一方向的時候會完全喪失機動力。
EMA-10 戴比尼達特
是木星戰役時木星帝國總統格拉克斯·德卡契所乘坐的機體，有兩機留在木星的衛星後來其中一機落到沙卡斯手中，為失去拜拉麗娜之柯夏所乘坐，在決戰中牽制卡歐斯雷爾。
武裝方面和木星戰役時相同，但額頭裝上了V高達之頭部以避免受到米達斯的接觸閃光所影響而停止行動。

### 贊斯卡爾帝國／艾爾·贊斯卡爾帝國
EZM-S01 邁達斯
基索中將秘密開發兼自己專用的機體，機體名稱源自希臘神話的「邁達斯」，融合贊斯卡爾和木星帝國技術，擁有專用武器「帝王的錫杖」可射擊和接近戰兩者兼顧，就算其他機備擁有「帝王的錫杖」亦無法使用。
頭部可放出讓MS強制停止的「邁達斯接觸閃光」，米達斯為了不受此光芒感染而擁有贊斯卡爾和木星系列兩種眼睛。
EZMA-S01 卡歐斯雷爾
基索中將極密開發，由瑪麗亞·艾爾·巴專用的巨大MA，全身塗滿了金色的抗光束塗層、機體全長更是到達到二百米的程度、有如大型戰艦的軀體配上可動肢的姿態、比起MA更像是過去木星帝國曾開發過的機動戰艦。
武裝方面有含宇宙細菌「天使呼喚」遠隔操作全領域兵器「螺鑽感應釘」插到敵方MS的駕駛艙、用天使呼喚把駕駛員分解掉後、再用腦波接受裝置遠隔操作該MS、把它納入"亡者軍團"底下。受到支配的MS本身就可當作在駕駛艙裝滿細菌的「細菌炸彈」使用，配合邁達斯的「邁達斯接觸閃光」機能強制停止敵方MS、就可以用爆發性的效率製造"亡者軍團"，手臂關節上有左右四門共計八門的光束砲、頭部還設有兩門大型光束砲。
由瑪麗亞·艾爾·巴是主要駕駛員、另外還有12名隸屬於她的超能力者副駕駛，由巴的感應波受到副駕駛們增幅，理論上最多可控制120架MS。
ZM-GE-03 強格
以一年戰爭之名機自護號為參考並以宇宙世紀的技術發展，除了和自護號相似外，和自護號不同的是擁有黃金塗層，全身更可以無線分離及進行全領域攻擊。
於漫畫《機動戰士V高達》外傳中登場機體，於本作中登場的為另外一部機體配置於基索直屬部隊，和沙卡斯的迪斯菲茲戰鬥並被擊破。
ZMT-XXG 畢布隆茲
同布魯基同時開發之機體，同布魯基一樣將艾因拉德當成固定裝備。外表以雙頭和長尾巴為特徵，尾巴前端是接近戰用爪子、能和背部的接頭連接變形成艾因拉德型態，尾部側面洞口設置有可高速切換磁力的開關、可作為一種線性馬達驅動，後被西布克的海盜高達X-0和馮特的基德拉夫合作下所擊破。
ZMT-S29S 贊尼克
於《機動戰士V高達》中登場機體，於本作中登場的為另外一部機體直屬贊斯卡爾本土部隊以封鎖瑪莉巿亞，曾擊破露絲瑪莉之V-Hexa高達，後被沙卡斯之柯夏駕駛的拜拉麗娜以刺針VSBR擊破。
ZMT-S28S 艮高佐
《機動戰士V高達》中登場機體，於本作中登場的為另外兩部機體直屬贊斯卡爾本土部隊以封鎖瑪莉亞市。
ZMT-A31S 多哥拉
於《機動戰士V高達》中登場機體，於本作中登場的為另外一部機體直屬贊斯卡爾本土部隊以封鎖瑪莉巿亞，後被海盜高達X0擊破。
ZMT-A30S 伯克瑙
於《機動戰士V高達》中登場機體，另外有兩部機於本作中登場，一部在SIDE3宙域為沙卡斯的迪斯菲茲擊破，而另一部為基索中將乘搭，以機身以黃金塗層及裝備以大氣層使用為主，曾在查布羅中力戰新生十字先鋒軍等人，雖被擊破但基索以駕艙部份逃離並成功擄獲艾林·史奈德及得到「天使召喚」。
ZMT-A05G 利卡爾
於《機動戰士V高達》中登場機體，於本作中亦有登場，和《V高達》不同的是本機並無裝備任何武裝，機體下部裝備大型貨櫃作運輸機收納MS之用。
ZM-S24G 基德拉夫
於《機動戰士V高達》中登場機體，於本作中有一部為馮特在出走時所擄獲並駕駛出擊，和西布頓駕駛的海盜高達X-0合作下擊破畢布隆茲。
ZM-S20G 查巴可
於《機動戰士V高達》中登場機體，於本作中亦有登場，為基索直屬部隊、機體以黃金塗層為主
ZM-S14S 康提奥
於《機動戰士V高達》中登場機體
ZM-S21G 布鲁基
於《機動戰士V高達》中登場機體。
ZM-S06S 索羅亞特
於《機動戰士V高達》中登場機體。
MW544B 珊哈格
於《機動戰士V高達》中登場機體，於本作中潛入SIDE3追殺馮特，後被卡提斯之海盜高達X-0擊破。
阿马尔塞級
於《機動戰士V高達》中登場機體战舰，是赞斯卡尔帝国的宇宙战舰。
亞多拉斯級
於《機動戰士V高達》中登場機體战舰，是赞斯卡尔帝国的自走车型战舰。
是为了进行地球扫荡作战而开发的战舰，不仅可以在宇宙中使用，而且具备了突入大气层的机能，在大气层以内也可以进行飞行。

### 其他機體
蝴蝶號

## 名詞解釋
天使召喚
宇宙細菌，受感染者會融解身亡只需46秒，在蛇之足搜索舊死亡先鋒軍沈沒了的運輸船所發現，其後艾林擊沈運輸船，把部分天使召喚乘坐蝴蝶號帶至地球圈。
馬戲團
直屬木星共和國的鷹派特殊部隊，用以一擋千來命名，成員以犯人為主，要戴上面具。
有7部機體得到朱彼特財團所認可開發，共通點是和海盜鋼彈一樣有可以打開頭部裝甲散熱的構造，擁有不同特殊能力。此外還有3部機體以侵略地球為目的，而沒有獲財團正式認可開發的機體。
為了得到實戰機會而介入天使召喚爭奪戰。
7部得到朱彼得財團認可開發機體有部分會於續作《DUST》中以量產型登場。
朱彼特財團
狄妮絲·度加茲為首木星的財團，自兩次木星戰爭繼承父親資產部分以財團方式建設木星。
蛇之足
直屬朱彼特財團的諜報部隊，後來為了尋找天使召喚部隊改稱為新生十字先鋒軍。
木星共和國
取代經歷兩次戰爭的木星帝國，雖然取消獨裁制度，但對十字先鋒及地球聯邦的憎恨卻根深蒂固。

## 漫畫
| 册数 | 日本标题 | 中文標題                | 日本ISBN               | 日本发行时间   | 台灣角川版ISBN         | 台灣角川版发行时间 |
| ---- | -------- | ----------------------- | ---------------------- | -------------- | ---------------------- | ------------------ |
| 1    |          | 機動戰士海盜高達GHOST1  | ISBN 978-4-04-120251-7 | 2012年5月26日  | ISBN 978-986-325-276-4 | 2013年3月27日      |
| 2    |          | 機動戰士海盜高達GHOST2  | ISBN 978-4-04-120378-1 | 2012年8月25日  | ISBN 978-986-325-342-6 | 2013年5月4日       |
| 3    |          | 機動戰士海盜高達GHOST3  | ISBN 978-4-04-120533-4 | 2013年2月22日  | ISBN 978-986-325-678-6 | 2013年11月20日     |
| 4    |          | 機動戰士海盜高達GHOST4  | ISBN 978-4-04-120739-0 | 2013年6月24日  | ISBN 978-986-325-858-2 | 2014年3月14日      |
| 5    |          | 機動戰士海盜高達GHOST5  | ISBN 978-4-04-120919-6 | 2013年10月25日 | ISBN 978-986-366-100-9 | 2014年8月16日      |
| 6    |          | 機動戰士海盜高達GHOST6  | ISBN 978-4-04-121066-6 | 2014年3月26日  | ISBN 978-986-366-389-8 | 2015年3月11日      |
| 7    |          | 機動戰士海盜高達GHOST7  | ISBN 978-4-04-102119-4 | 2014年9月24日  | ISBN 978-986-366-634-9 | 2015年7月28日      |
| 8    |          | 機動戰士海盜高達GHOST8  | ISBN 978-4-04-102463-8 | 2015年1月22日  | ISBN 978-986-366-920-3 | 2016年1月13日      |
| 9    |          | 機動戰士海盜高達GHOST9  | ISBN 978-4-04-102119-4 | 2015年4月25日  | ISBN 978-986-473-110-7 | 2016年5月19日      |
| 10   |          | 機動戰士海盜高達GHOST10 | ISBN 978-4-04-103405-7 | 2015年8月26日  | ISBN 978-986-473-261-6 | 2016年8月22日      |
| 11   |          | 機動戰士海盜高達GHOST11 | ISBN 978-4-04-103779-9 | 2015年12月26日 | ISBN 978-986-473-538-9 | 2017年2月16日      |
| 12   |          | 機動戰士海盜高達GHOST12 | ISBN 978-4-04-104259-5 | 2016年5月25日  | ISBN 978-986-473-745-1 | 2017年6月7日       |

## 相關作品
- 機動戰士海盜GUNDAM
- 機動戰士海盜GUNDAM 骷髏之心
- 機動戰士海盜高達 鋼鐵之七人
- 機動戰士VGUNDAM
- 機動戰士海盜GUNDAM DUST
- 機動戰士海盜GUNDAM X-11

## 註解
1. ↑  當時正值天使之輪降落之戰
2. ↑  本為大型移民船，後改為戰略武器
3. ↑  位於南美洲馬丘比丘，為基索之根據地
4. ↑  當時為露絲瑪莉和鈴木婚後第五年，同時是神之雷戰役結束後第五年
5. ↑  該機體為直屬贊斯卡爾帝國本土部隊，駕駛員並非法拉·格里芬(機動戰士V高達中的角色，曾駕駛贊尼克)
6. ↑  前自護公國及共和國首都
7. ↑  一年戰爭時為公王廳舍改建而成
8. ↑  在馮特出走時擄獲其中一部基德拉夫而得到的
9. ↑  除了幽靈的幽靈之光外，擁有加拉哈德的I力場手臂、迪斯菲兹的光束獠牙、拉羅的
驅動輪、班索的微型飛彈及拜拉麗娜的刺針VSBR